# Vidai
Vidai és un municipi francès situat al departament de l'Orne i a la regió de Normandia. L'any 2007 tenia 73 habitants.

## Demografia

### Població
El 2007 la població de fet de Vidai era de 73 persones. Hi havia 32 famílies de les quals 4 eren unipersonals (4 homes vivint sols), 16 parelles sense fills i 12 parelles amb fills.
La població ha evolucionat segons el següent gràfic:
Habitants censats

### Habitatges
El 2007 hi havia 42 habitatges, 31 eren l'habitatge principal de la família i 11 eren segones residències. 40 eren cases i 2 eren apartaments. Dels 31 habitatges principals, 25 estaven ocupats pels seus propietaris, 4 estaven llogats i ocupats pels llogaters i 2 estaven cedits a títol gratuït; 4 tenien dues cambres, 9 en tenien tres, 6 en tenien quatre i 12 en tenien cinc o més. 22 habitatges disposaven pel capbaix d'una plaça de pàrquing. A 11 habitatges hi havia un automòbil i a 17 n'hi havia dos o més.

### Piràmide de població
La piràmide de població per edats i sexe el 2009 era:
| Homes | Edats   | Dones |
| ----- | ------- | ----- |
| 0     | 95 o +  | 0     |
| 0     | 90 a 94 | 0     |
| 0     | 85 a 89 | 0     |
| 0     | 80 a 84 | 0     |
| 0     | 75 a 79 | 0     |
| 0     | 70 a 74 | 0     |
| 8     | 65 a 69 | 0     |
| 4     | 60 a 64 | 4     |
| 4     | 55 a 59 | 0     |
| 0     | 50 a 54 | 8     |
| 4     | 45 a 49 | 0     |
| 4     | 40 a 44 | 4     |
| 0     | 35 a 39 | 0     |
| 0     | 30 a 34 | 0     |
| 4     | 25 a 29 | 4     |
| 4     | 20 a 24 | 4     |
| 0     | 15 a 19 | 8     |
| 4     | 10 a 14 | 0     |
| 0     | 5 a 9   | 0     |
| 0     | 0 a 4   | 4     |

## Economia
El 2007 la població en edat de treballar era de 49 persones, 35 eren actives i 14 eren inactives. De les 35 persones actives 34 estaven ocupades (22 homes i 12 dones) i 1 aturada (1 dona i 1 dona). De les 14 persones inactives 7 estaven jubilades, 2 estaven estudiant i 5 estaven classificades com a «altres inactius».
Activitats econòmiques
Dels 5 establiments que hi havia el 2007, 2 eren d'empreses de construcció, 2 d'empreses de comerç i reparació d'automòbils i 1 d'una empresa classificada com a «altres activitats de serveis».
Dels 3 establiments de servei als particulars que hi havia el 2009, 2 eren lampisteries i 1 perruqueria.
L'any 2000 a Vidai hi havia 8 explotacions agrícoles que ocupaven un total de 297 hectàrees.

## Poblacions més properes
El següent diagrama mostra les poblacions més properes.